# Acianthera rinkei
Acianthera rinkei är en orkidéart som beskrevs av Carlyle August Luer. Acianthera rinkei ingår i släktet Acianthera och familjen orkidéer.
Artens utbredningsområde är Ecuador. Inga underarter finns listade i Catalogue of Life.